# Hersilia sagada
Espèce
Hersilia sagada est une espèce d'araignées aranéomorphes de la famille des Hersiliidae.

## Distribution
Cette espèce est endémique du Luçon en Philippines,. Elle se rencontre vers Sagada.

## Description
Le mâle holotype mesure 4,38 mm et la femelle paratype 5,18 mm

## Systématique et taxinomie
Cette espèce a été décrite par Lin et Li en 2022.

## Étymologie
Son nom d'espèce lui a été donné en référence au lieu de sa découverte, Sagada.

## Publication originale
- Lin & Li, 2022 : « Taxonomic notes on seven species of the family Hersiliidae (Arachnida: Araneae) from China and the Philippines. » Zoological Systematics, vol. 47, no 2, p. 132-145.